# Gymnocheta rufipalpis
Gymnocheta rufipalpis là một loài ruồi trong họ Tachinidae.